# Брониш, Павол Фрицо
Па́вол Фри́цо Бро́ниш, немецкий вариант — Па́уль Фри́дрих Бро́ниш (в.-луж. Pawoł Fryco Broniš, нем. Paul Friedrich Bronisch, 9 июня 1830 года, деревня Ясень около Шпремберга, Лужица, Германия — 11 декабря 1898 года, Котбус, Германия) — лютеранский священник и лужицкий писатель, переводчик и общественный деятель. Писал на нижнелужицком языке.

## Биография
Родился 9 июня 1830 года в серболужицкой семье лютеранского пастора в серболужицкой деревне Ясень окрестностях города Шпремберга. Окончив обучение в гимназии в Котбусе, изучал лютеранскую теологию в Берлине. С 1855 года по 1859 год служил дьяконом в Пайце, затем до 1873 года — пастором в серболужицкой деревне Лутоль в окрестностях города Дребкау. В 1865 году был назначен прусскими властями в состав комиссии по изданию учебных пособий для нижнелужицких школ. В эту комиссию также входили нижнелужицкие деятели Фрицо Бойт, Кито Мудра и Карл Эдуард Хаусиг. С 1873 года до своей смерти в 1898 года был архидьяконом в Клострехирхе в Котбусе.
Проповедовал на нижнелужицком языке. Переводил произведения различных европейских авторов, в частности балладу «Лесной царь» Иоганна Вольфганга фон Гёте. С 1868 года занимался переводом Библии на нижнелужицкий язык. Был одним из основателей нижнелужицкого отделения серболужицкой культурно-просветительской организации «Матица сербская».
Отец нижнелужицкого писателя Матея Богумила Брониша (1868—1937).

## Сочинения
- Kjarliže k spěwanju, 1876;
- Na šesty maj, 1891.

- Биография на сайте Серболужицкого института Архивная копия от 4 марта 2016 на Wayback Machine  (верхнелуж.)